# Жюрин, Луи
Луи Жюрин (фр. Louis Jurine; 1751—1819) — швейцарский врач, хирург и натуралист (интересовался в основном энтомологией). Жил в Женеве.

## Биография
Изучал хирургию в Париже. Стал почётным профессором зоологии в Женеве. Он также основал родильный дом в 1807 году и был награждён премиями за свои работы по газам человеческого тела, искусственному вскармливанию младенцев и грудной стенокардии.

## Эксперименты
Узнав об экспериментах Спалланцани с летучими мышами, в которых последний показал, что летучие мыши не полагаются на зрение при навигации в темноте, Жюрин провёл серию собственных опытов и показал, что летучие мыши полагаются при ориентировании на звук.

## Коллекции
Собранные Жюрином коллекции Hymenoptera, Coleoptera, Lepidoptera и Hemiptera находятся в Музее естественной истории Женевы.